# Yvonne Girault
Pour les articles homonymes, voir Girault.
Yvonne Girault, née Le Brun le 10 novembre 1896 à Cherbourg et morte le 3 septembre 1984 dans le 12e arrondissement de Paris, est un écrivain français de romans pour la jeunesse et un traducteur d'auteurs anglo-saxons. Elle a écrit également avec la romancière Yette Jeandet sous les pseudonymes collectifs de Diélette et Anne Clairac. Elle également traduit des ouvrages en anglais.

## Œuvres
Note : liste non exhaustive. La première date est celle de la première édition française.

### En tant qu'auteur

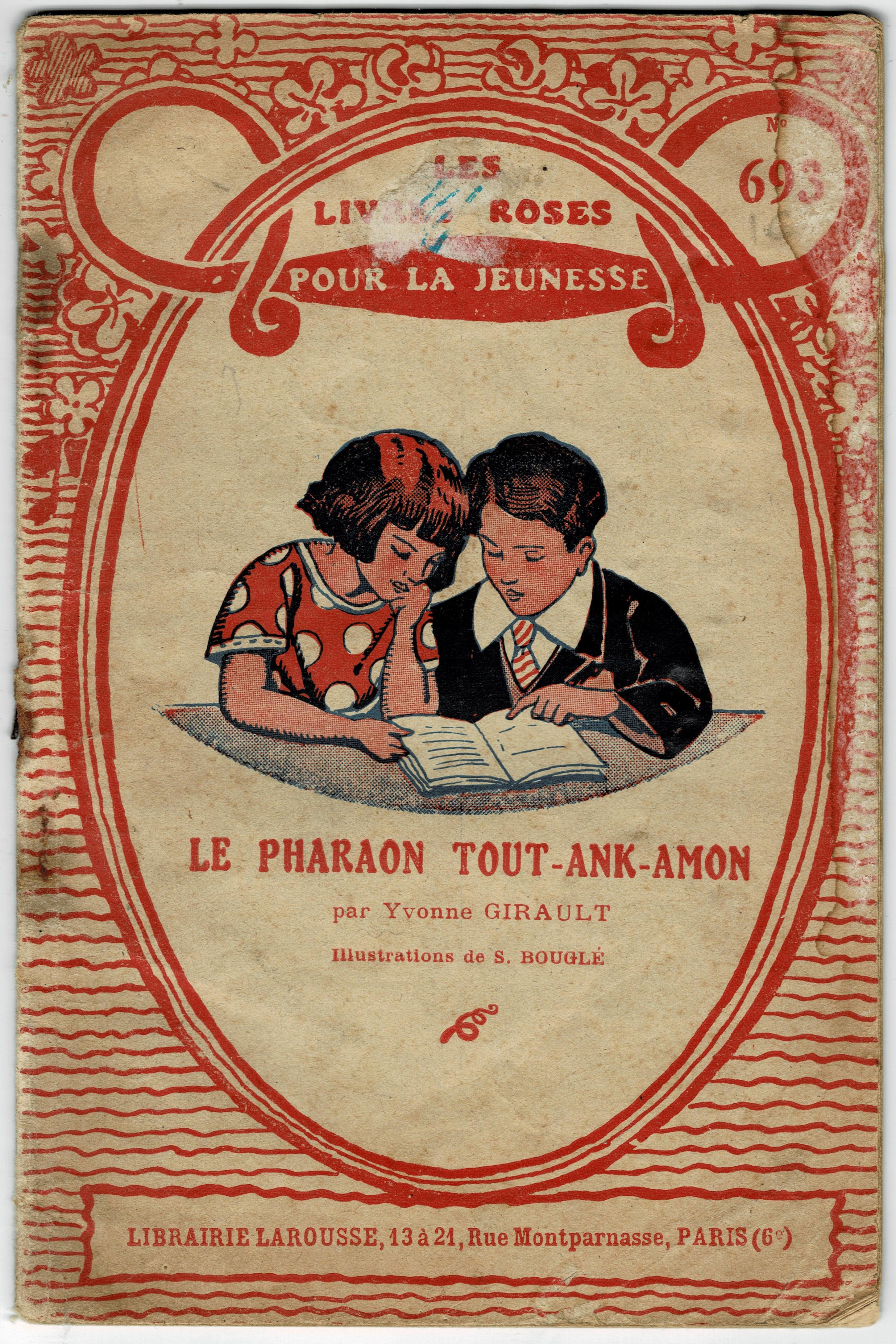
Le pharaon Tout-Ank-Amon

- 1920 : Contes du pays des neiges – Éditions Larousse, collection Les Livres Roses pour la Jeunesse.
- 1934 : Le Sachet de lavande – Éditeur : Impr. R. Bussière.
- 1936 : Le Page de messire de Monluc – Éditions Larousse, coll. Les Livres Roses pour la Jeunesse no 651. Illustrations de A. Bonamy.
- 1937 : Aventures d'un orfèvre – Éditions Larousse, coll. Les Livres Roses pour la Jeunesse no 660. Illustrations de A. Bonamy.
- 1937 : Récits du vieux Japon – Éditions Larousse, coll. Les Livres Roses pour la Jeunesse no 665.
- 1937 : L'Homme qui découvrit un monde – Éditions Larousse, coll. Les Livres Roses pour la Jeunesse.
- 1938 : Découverte de la Louisiane – Éditions Larousse, Coll. Les Livres Roses pour la Jeunesse. Illustrations de M. Toussaint.
- 1938 : Le Pharaon Tout-Ank-Amon – Éditions Larousse, coll. Les Livres Roses pour la Jeunesse. Illustrations de S. Bouglé.
- 1938 : Aventures d'un orfèvre – Éditions Larousse, coll. Les Livres Roses pour la Jeunesse.
- 1938 : Recouverte de la Louisiane – Éditions Larousse, coll. Les Livres Roses pour la Jeunesse no 698. Illustrations de M. Toussaint.
- 1938 : Pantagruel – Éditions Larousse, coll. Les Livres Roses pour la Jeunesse no 680. Illustrations de Clérice Frères.
- 1938 : Légendes de la Grèce antique – Éditions Larousse, coll. Les Livres Roses pour la Jeunesse no 686. Illustrations de M. Toussaint.
- 1938 : Les Robinson des îles Auckland – Éditions Larousse, coll. Les Livres Roses pour la Jeunesse no 687. Illustrations de M. Toussaint.
- 1938 : Le Pourquoi-pas ? – Éditions Larousse, Illustrations de A. Bonomy.
- 1938 : La Vie généreuse du général Drouot – Éditions Larousse, coll. Les Livres Roses pour la Jeunesse no 685. Illustrations de Clérice frères.
- 1939 : La Jeunesse d'un poète : Frédéric Mistral – Éditions Larousse, coll. Les Livres Roses pour la Jeunesse no 718. Illustrations de A. Bonamy.
- 1942 : Romans de la Table ronde – Éditions Gautier-Languereau.
- 1953 : La Horde – Éditions Gautier-Langereau, coll. Jean-François. Illustrations de Pierre Joubert.
- 1962 : Contes de fées (adaptation par Yvonne Girault) - Éditions Gautier-Languereau, coll. Albums merveilleux no 99. Illustrations d'Adèle Werber et Doris Heins.
- 1964 : Fils des Steppes – Éditions G. P., collection Spirale no 392, Illustrations de Pierre Le Guen.
- 1964 : Bayard - Le Chevalier sans peur et sans reproche – Éditions Gautier-Languereau.
- 1965 : Bayard, bleu de chevalerie – Éditions GP.
- 1965 : Bayard, fleur de Chevalerie – Éditions GP, collection Spirale no 405. Illustrations de Henri Dimpre.
- 1965 : Richard, le roi au cœur de lion, – Éditions GP, collection Spirale, Illustrations de Jacques Pecnard.
- 1965 : Richard Cœur de lion – Éditions GP, collection Rouge et Bleue no 408.
- 1966 : Louise Labé, nymphe ardente du Rhône – Éditions Rencontre, coll. Ces femmes qui ont fait l'histoire no 19.
- 1969 : Contes des Mille et Une Nuits – Éditions Gautier-Languereau.
- 1971 : Trois petites filles – Éditions Gautier-Languereau, coll. Albums merveilleux no 161. Illustrations de Eva Wenzel Bürger.
- 1974 : Belles Histoires de Victor Hugo – Éditions Gautier-Languereau.
- 1976 : Dix grands poètes – Éditions Gautier-Languereau.
- 1999 : 15 Histoires à remonter le temps, Hachette (avec Bertrand Solet, Luce Fillol, René Antona...)

Collection Série 15  - Éditions Gautier-Languereau
- 1967 : 15 Westerns - Illustrations de Jacques Pecnard.
- 1967 : 15 Exploits de Lagardère (Adaptation d'Yvonne Girault d'après Paul Féval).
- 1968 : 15 Énigmes de l'histoire – Illustrations de Georges Pichard.
- 1968 : 15 Histoires de corsaires – Illustrations de Jacques Pecnard.
- 1969 : 15 Récits du temps des croisades.
- 1969 : 15 Histoires de chiens : Un étrange duel (p. 175 à 185) – Illustrations de Jacques Pecnard.
- 1970 : 15 Récits du Moyen Âge.
- 1970 : 15 Merveilles du Monde: douze nouvelles (La grande muraille de Chine, Quand la tour Eiffel était neuve, Fête de nuit au Taj Mahal, Le secret des Pyramides, La tour de Londres garde son mystère, Le temple du Soleil, Versailles, Renaud de Montauban et la cathédrale de Cologne, Le krak des Chevaliers, Sainte-Sophie et la prise de Constantinople par les Turcs, Tiphaine raguenel au Mont-Saint-Michel, Brasilia, la ville du futur (avec Alexandre Dumas, Henrik Sienkiewicz et Victor Hugo); illustrations de Georges Pichard.
- 1972 : 15 Histoires de danse.
- 1975 : 15 Évasions célèbres.

### En tant que traducteur
- 1947 : Fenimore Cooper : Les Pionniers – Éditions Fernand Nathan.
- 1949 : Elizabeth Goudge : L'Auberge du pèlerin – Éditions Plon, coll. Feux croisés, âmes et terres étrangères.
- 1950 : Fenimore Cooper : La Prairie – Éditions Fernand Nathan, Coll. Œuvres célèbres pour la jeunesse.
- 1951 : Irena Balinska : Le Camp Secret – Éditions Fleurus & Gautier-Languereau, coll. Jean- François. Illustrations de André Galland.
- 1951 : Reginald Browne : La Croisière de "l'Astérion" – Éditions Gautier-Languereau - Fleurus, coll. Jean-François. Illustrations de Janloup.
- 1952 : Joel Chandler Harris : Histoires de l'Oncle Rémus. Le Bébé de goudron : Raconté aux petits enfants par Joël Chandler Harris. Illustrations de Dellwyn Cunningham.
- 1952 : Patrick P. Maguire : À nous deux, docteur Mellor – Éditions Fleurus & Gautier-Langereau, coll. Jean-François.
- 1952 : Elizabeth Goudge : La Vallée qui chante – Éditions Librairie Plon.
- 1953 : Thomson Burtis : Le Ciel infranchissable - Éditions Fleurus & Gautier-Langereau, coll. Jean-François. Illustrations de Raoul Auger.
- 1953 : Annette Edwards : La Première Nuit de Noël – Éditions Gautier-Languereau. Illustrations de Pranas Lapé.
- 1953 : Augusta Huiell Seaman : L'Écusson des Charlemont – Éditions Gautier-Langereau, coll. Bibliothèque de Suzette. Illustrations de Paul de Combret.
- 1953 : Elizabeth Goudge : La Sœur des anges – Éditions Librairie Plon. Illustré par Françoise Estachy (roman pour enfants)
- 1954 : Elizabeth Goudge : La Maison des sources – Éditions Presses pocket.
- 1954 : Elizabeth Goudge : La Cité des cloches – Éditions Plon, coll. Le Livre de poche.
- 1954 : Philip Briggs : Cap au Nord – Éditions Fleurus & Gautier-Langereau, coll. Jean- François. Illustrations de Maurice de la Pintière.
- 1955 : Edward Buell Hungerford : L’ÎIe interdite – Éditions Fleurus & Gautier-Languereau, collection Jean-François. Illustrations de Pierre Joubert.
- 1956 : Augusta Huiell Seaman : Les Clés de Fenwick – Éditions Gautier-Langereau, coll. Bibliothèque de Suzette. Illustrations de Georges Pichard.
- 1956 : Sara Seale : La Belle prisonnière – Éditeur Sévin-Dessaint.
- 1958 : Dorothy Stapleton : Le Village dans les sables – Éditions Gauthier-Languereau.
- 1960 : Bruce Carter : Les Robinsons de l'île-mystère – Éditions Gautier-Languereau Doullens. Illustrations de Pierre Joubert.
- 1960 : Vivian Breck : Gentiane des neiges – Éditions Gautier-Languereau Doullens. Illustrations de Gilles de Sainte-Croix.
- 1960 : William Joyce Cowen : L'Enlèvement de Noël – Éditions Gautier-Languereau Doullens. Illustrations de Jacques Poirier.
- 1961 : Félix Sutton : Le Dangereux Safari – Éditions Fleurus & Gautier-Languereau Doullens. Illustrations de Georges Pichard.
- 1962 : Malcolm Saville : Deux Tresses blondes – Éditions Gautier-Languereau Doullens. Illustrations de Françoise Bertier.
- 1962 : Mario Milani : Petit Kangourou et ses amis – Éditions Gautier-Languereau. Illustrations de Remo Squillantini.
- 1962 : Pamela Brown : En route pour Singapour – Éditions Gautier-Languereau Doullens. Illustrations de Françoise Bertier.
- 1962 : Raoul de Navery : Patira – Éditions Gautier-Languereau Doullens. Illustrations de Georges Pichard.
- 1963 : Compter en s'amusant – Éditions Gautier-Languereau n°17. Illustrations de Virginia Parsons.
- 1963 : Irwin Shapiro : La Renaissance et ses merveilles – Éditions des Deux coqs.
- 1963 : Edward Fenton : Le Fantôme de Colline-Seule – Éditions Gautier-Languereau Doullens. Illustrations de Jacques Fromont.
- 1964 : Ruth Park : Le Chemin sous la mer – Éditions Gautier-Languereau Doullens. Illustrations de Georges Pichard.
- 1964 : Augusta Huiell Seaman : Le Mystère du crabe tacheté – Éditions Gautier-Languereau Doullens. Illustrations de Georges Pichard.
- 1964 : Wendy Cooper – Éditions Société nouvelle des Éditions GP, Illustrations de M. Berthoumeyrou.
- 1965 : Elizabeth Goudge : La Colline aux gentianes – Éditions Le Livre de poche.
- 1968 : James Vance Marshall : Tu seras un homme – Éditions Presses de la Cité, coll. Olympic.
- 1975 : James Stagg : Un château pour Sandra – Éditions GP, coll. Bibliothèque Rouge et Or. Illustrations de Jacques Pecnard.